# صالح عبد الملك الصالح
صالح عبد الملك الصالح (1920  - 15 مارس 1997 )، معلم ووزير كويتي سابق. وكان من أبرز من عمل في مجال التربية والتعليم في الكويت.

## حياته الشخصية
صالح عبد الملك الصالح المبيض تولى وزارة البريد والبرق والهاتف في 3 يناير 1965 في الحكومة الرابعة ، وفي يوم 4 ديسمبر 1965 عين في نفس المنصب مرة أخرى في الحكومة الخامسة ، وفي 4 فبراير 1967 عين وزيرا للكهرباء والماء ووزير للبريد والبرق والهاتف بالوكالة ووزير التربية والتعليم في الحكومة السادسة ، وقد ترك وزارة البريد والبرق والهاتف في 30 ابريل 1967، وترك وزارة الكهرباء والماء في 7 ديسمبر 1970. والده عبد الملك الصالح المبيض تربوي و معلم، عمل في المدرسة المباركية والمدرسة الأحمدية و شارك في تأسيس المدرسة العامرية ، وهو شقيق فقيه الدستور الكويتي الدكتور عثمان عبد الملك.